# Hillsboro Central/Southeast 3rd Avenue pályaudvar
A Hillsboro Central/Southeast 3rd Avenue pályaudvar átszállópont az Oregon állambeli Hillsboróban, ahol a TriMet és a Yamhill County Transit Area autóbuszai, valamint a Metropolitan Area Express kék vonala között lehet átszállni.
Az Oregon Electric Railway korábbi megállójában található létesítmény a vonal legnagyobb kiterjedésű megállója.

## Történet
A kék vonal Westside szakaszának kivitelezése 1993-ban kezdődött; az állomás 1998 augusztusában lett kész, a nyitóünnepséget 13-án tartották. A járatok végül szeptember 12-én indultak el. 1999-ben az állomás a vonal harmadik legforgalmasabbika volt.
2000-ben a 185. sugárúttól a hillsborói belváros felé történő hosszabbítás érdekében tett erőfeszítései tiszteletére egy a Shirley Huffman korábbi polgármestert ábrázoló plakettet helyeztek el a megállóban. Huffman személyesen a szövetségi közlekedési hivatal vezetőjénél járta ki a hosszabbítást. A megnyitáskor a helyi közkönyvtár Books by Rail néven egy kis egységet működtetett az állomáson, ez volt a nyugati part egyetlen, tömegközlekedési eszköz megállóban elhelyezett könyvtára. Forráskivonások miatt a létesítmény 2003 júniusában megszűnt, helyét októberben a rendőrség kerékpáros járőrei vették át.
2011 márciusában szövetségi támogatással 10 megállóban térfigyelő rendszert építettek ki, köztük itt is.

## Kialakítása
A peronok a délnyugati Washington utcán, a harmadik és negyedik sugárutak között terülnek el. Az állomásépület vörös téglával burkolt, teteje kúpos. A váróteremnek otthont adó előszoba az egykori, cédrusdeszkákból épült utakra emlékeztetve betonlapokkal burkolt. Az OTAK Inc. által tervezett megálló a Westside szakasz legnagyobbika, a harmadik és negyedik sugárutak közti területet szinte teljesen elfoglalja. Az Oregon Electric Railway egykori hillsborói megállójának helyén felépült létesítményt a Grand Central Station-típusépületek stílusában valósították meg.
A tetőn vakkémények találhatóak, az utasvárót pedig rézlemezekkel burkolták, valamint két további esőbeállót is telepítettek a villamosperonra és a buszpályaudvarra is. Az állomás akadálymentesített és zárt kerékpártárolókkal felszerelt.

## Műtárgyak
A környék mindennapjait ábrázoló „Niches” gyűjtemény Bill Will, Fernanda D'Agostino, Valerie Otani és Jerry Mayer alkotása, melyhez az ötletet és az alapanyagokat a megyei múzeumból, a -vásárból és a történelmi társaságtól gyűjtötték be.
A kövezetbe a telepeseknek és az 1990-es évekig itt élt személyeknek emléket állító gránitlapokat építettek, valamint fotóikat az épület üvegeibe marták. Bizonyos üvegtáblákon feltűnik Albert E. Tozier, Robert Summer, Chavela Mendoza, Lester C. Mooberry, Mary Ramsey Wood, George Iwasaki, és Howard Vollum monogramja is. A képeken kirajzolódnak párbajok, akasztások, temetések, a helyi japánok második világháború utáni internálása, a nagy gazdasági világválság, valamint az 1890-es évek diftériajárványa is; a frissebb ábrákon az Oregon Electric Railway egykori vasútvonala és az Intel tisztaterében dolgozók látszódnak.
Az állomáson kiállították Sophie George kosárfonó a Tualatin-völgyben élt kalapuya indiánok által használt kosarak mintájára készült alkotását. Mivel a kalapuyák néhány ma is élő leszármazottja már nem ismeri a készítés folyamatát, George a British Museumban kiállított tárgy alapján tervezte meg a másolatot, amely bronzból készült. Az állomásépület tetején elhelyezték Keith Jellum bronzból készült, vasúti jelző alakú szélkakasát, amely a vasútvonal menti 8 darabos gyűjtemény egy darabja.
| Előző állomás                        |  | Metropolitan Area Express |  | Következő állomás                                       |
| ------------------------------------ |  | ------------------------- |  | ------------------------------------------------------- |
| Hatfield Government Centervégállomás |  | Kék vonal                 |  | Tuality Hospital/SE 8th Avetovább Cleveland Avenue felé |

## Autóbuszok

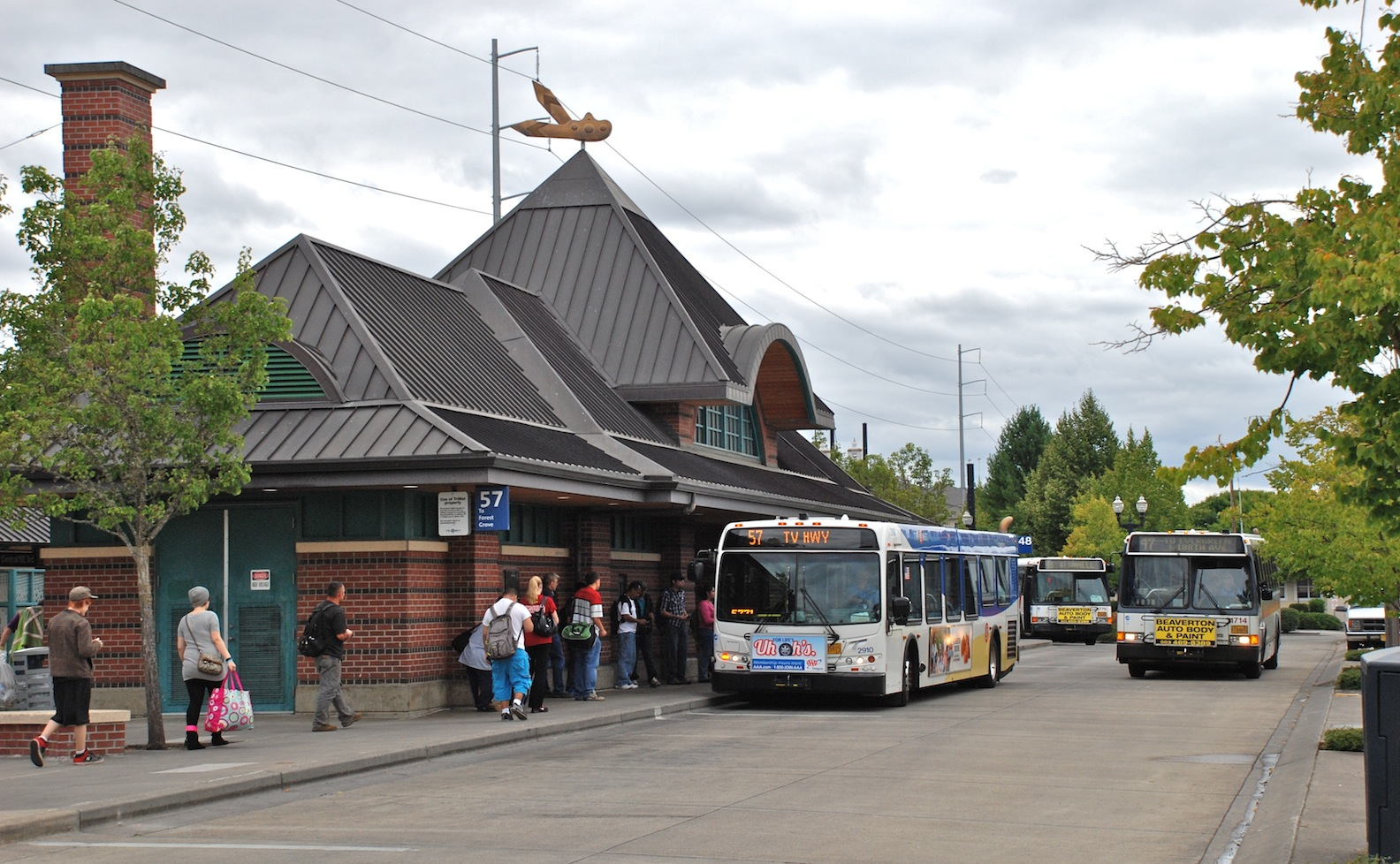
Az 57-es buszra felszálló utasok

### TriMet
- 46 – North Hillsboro (►Dawson Creek Drive)[17]
- 47 – Baseline/Evergreen (Hatfield Government Center◄►PCC Rock Creek)[18]
- 48 – Cornell (Hatfield Government Center◄►Sunset Transit Center)[19]
- 57 – TV Hwy/Forest Grove (Pacific University◄►Beaverton Transit Center)[20]

### Yamhill County Transit Area
- 33 – McMinville-Hillsboro (►McMinville Transit Center)[21]

## Fordítás
- Ez a szócikk részben vagy egészben  a   Hillsboro Central Transit Center című angol Wikipédia-szócikk ezen változatának fordításán alapul.  Az eredeti cikk szerkesztőit annak laptörténete sorolja fel. Ez a jelzés csupán a megfogalmazás eredetét és a szerzői jogokat jelzi, nem szolgál a cikkben szereplő információk forrásmegjelöléseként.